# Виница (Украјина)
Виница (укр. Вінниця) град је у средишњој Украјини и главни град истоимене области. Налази се на обали реке Јужни Буг. Према процени из 2012. у граду је живело 370.814 становника.
Налази се око 260 km западно од главног града Кијева.
Име града потиче од речи вино или виноград.
Команда ваздухопловних снага Украјине се налази у Виници.

## Партнерски градови
- Кјелце
- Цирих
- Питерборо
- Бермингхам
- Рибница
- Бурса
- Липецк
- Nevsky District
- Бат Јам
- Јаши
- Лублин
- Паневежис
- Panevėžys City Municipality

## Становништво
Према процени, у граду је 2012. живело 370.814 становника.
| 1979.   | 1989.   | 2001.   | 2012.   |
| ------- | ------- | ------- | ------- |
| 314.446 | 374.304 | 356.665 | 370.814 |

## Галерија
- Централни стадион
- на почетку ХХ века
- на почетку ХХІ века
- Кућа у Пушкиновој улици
- Преображенски собор
- Преображенски собор